# Moonmadness
| 전문가 평가 | 전문가 평가 |
| 평가 점수   | 평가 점수   |
| 출처        | 점수        |
| ----------- | ----------- |
| AllMusic    | [ 1 ]       |

《Moonmadness》는 영국의 프로그레시브 록 밴드 카멜의 네 번째 스튜디오 음반이다. 이 음반은 1976년 3월 26일, 데카와 가마 레코드에서 발매되었으며 앤드루 래티머, 피터 바든스, 더그 퍼거슨, 앤디 워드의 오리지널 라인업에 의해 녹음된 그들의 마지막 음반이다. 그들의 이전 음반인 모든 기악곡인 《The Snow Goose》로 성공을 거둔 후, 그 밴드는 후속 작업을 시작했고 새로운 음악에 보컬과 가사를 통합했다. 《Moonmadness》는 각 밴드 멤버들의 개성에 따라 하나의 트랙으로 느슨한 개념을 가지고 있다. 2018년, 발매 42년 만에, 카멜은 이 음반 전체를 라이브로 공연했다.

## 배경
카멜의 인기는 1975년 비평가들에게 호평을 받은 그들의 기악 음반 《The Snow Goose》와 함께 성장했고, 뒤이어 이 그룹이 전국적인 음악 출판물 《멜로디 메이커》의 독자들이 뽑은 "영국에서 가장 밝은 희망"으로 선정되었다. 1975년 말, 밴드는 후속 음반을 위해 3주간 새로운 음악을 작곡했고 1976년 1월과 2월에 《Moonmadness》를 녹음했다. 발매 당시, 래티머는 이 음반을 서둘러 완성해야 하는 필요성에도 불구하고 이 음반에 매우 만족한다고 말했다.
마지막 트랙인 〈Lunar Sea〉는 1분 길이의 바람 부는 효과로 끝난다. 일부 LP 프레스에서는 레코드 소매가 이 파트의 끝 부분 동안 건너뛰고 자연스럽게 효과의 시작으로 돌아가 끝없이 재생된다("종점 그루브" 효과).
《Q》 & 《모조》 클래식 스페셜 에디션 《핑크 플로이드 & 스토리 오브 프로그 록》에서 이 음반은 "40개의 코스믹 록 음반" 목록에서 23위에 올랐다.
이 음반은 2014년 《프로그》 잡지 독자들이 선정한 역대 100대 프로그레시브 음반에서 58위로 뽑혔다.
카멜은 2018년 투어에서 이 음반 전체를 공연했다.

## 곡 목록
| #  | 제목                    | 작사·작곡           | 재생 시간 |
| -- | ----------------------- | ------------------- | --------- |
| 1. | 〈Aristillus (기악)〉   | 앤드루 래티머       | 1:56      |
| 2. | 〈Song Within a Song〉  | 래티머, 피터 바든스 | 7:16      |
| 3. | 〈Chord Change (기악)〉 | 래티머, 바든스      | 6:45      |
| 4. | 〈Spirit of the Water〉 | 바든스              | 2:07      |

| #  | 제목                 | 작사·작곡                              | 재생 시간 |
| -- | -------------------- | -------------------------------------- | --------- |
| 1. | 〈Another Night〉    | 래티머, 바든스, 앤디 워드, 더그 퍼거슨 | 6:58      |
| 2. | 〈Air Born〉         | 래티머, 바든스                         | 5:02      |
| 3. | 〈Lunar Sea (기악)〉 | 래티머, 바든스                         | 9:11      |

## 인증
| 국가                       | 인증 | 판매량/출하량 |
| -------------------------- | ---- | ------------- |
| 영국 (BPI)                 | 실버 | 60,000^       |
| ^출하량을 기반으로 한 인증 |      |               |